# عواء سبيكس أحمر اليد
عواء سبيكس أحمر اليد (الاسم العلمي:Alouatta discolor) هو نوع من الحيوانات يتبع جنس سعدان العواء من فصيلة السعادين عنكبوتية.